# Bernardo Bonardi
Bernardo Bonardi fue un pintor y escenógrafo del siglo XIX.

## Biografía
Discípulo de Augusto Ferri, trabajó para muchos teatros de Madrid, en la mayor parte de las ocasiones en colaboración con el veneciano Giorgio Busato. Del pincel de Bonardi salieron las decoraciones de Los perros del monte de San Bernardo, Roberto il diavolo, El desengaño de un sueño, La vuelta al mundo, Los sobrinos del capitán Grant, El talismán de Sagras, Periquito, La abadía del Rosario, Il re di Lahore, Escenas matritenses, Las hazañas de Hércules, Luces y sombras y otras. También fueron obra suya algunas de las pinturas del café de Lisboa y uno de los techos de las nuevas habitaciones del Palacio Real de Madrid. Con motivo de su participación en una de las carrozas construidas para el bicentenario del fallecimiento de Calderón de la Barca en 1881, fue agraciado con la cruz del Mérito Naval. En la Exposición Nacional de Bellas Artes de 1866, presentó un Bodegón al óleo.